# Roger de Mercy
Pour les articles homonymes, voir Mercy.
Roger de Mercy est le cinquantième évêque de Toul, de 1231 à 1252.

## Biographie
Il était fils de Roger, seigneur de Marcey-sur-Voise. À la suite de l'abdication de l'évêque Garin, deux religieux se portèrent candidat : Roger de Mercy et Jacques de Lorraine, princier de Metz, soutenu par son frère Mathieu II, duc de Lorraine. Roger réussit à contrer les intrigues du duc et fut élu. 
En 1234, il réussit à réconcilier les Messins, soutenus par le duc de Lorraine et le comte de Bar, et Jean Ier d'Apremont leur évêque, mettant fin à la Guerre des Amis.
Des brigands ravagent les villages du Toulois, l'évêque demande à l'empereur Frédéric II et obtient en 1238 la permission d'étendre les fortifications de Toul, englobant les faubourgs Notre-Dame et Saint-Amand.
Il publia ensuite un règlement sur les fabriques de draps et les bourgeois de Toul, jugeant que l’évêque outrepassait ses droits en publiant un tel règlement sans les consulter, se révoltèrent. Ils s'allièrent aux bourgeois de la nouvelle commune de Metz, tandis que Roger obtient l'aide de Thiébaut II, comte de Bar, de Henri V, comte de Luxembourg et de Catherine de Limbourg, duchesse régente de Lorraine. Les bourgeois, aidés par les Messins prirent le pouvoir à Toul et écartèrent l'évêque, mais les alliés de ce dernier assiégèrent la ville et la prirent au printemps 1251. Les Toulois durent renoncer à leur alliance avec Metz et se soumettre, mais n'abdiquèrent pas leur prétentions et trois siècles de lutte entre les évêques et les bourgeois débutèrent. 
Roger de Mercy meurt en 1252 dans son château de Liverdun.